# Stanford (Kalifornia)
Stanford – miejscowość spisowa w stanie Kalifornia, w metropolii San Francisco, na północno-zachodnim krańcu hrabstwa Santa Clara. Jest znane przede wszystkim z Uniwersytetu Stanforda, który jest jedną z najbardziej prestiżowych uczelni na świecie. Wokół rozciąga się miasto Palo Alto i Dolina Krzemowa.

## Demografia
60,4% ludności miasta stanowią biali, 25,57% Azjaci, 4,9% czarnoskórzy oraz Afroamerykanie razem, 0,72% rdzenni Amerykanie, 0,16% Polinezyjczycy, 3,65% inni, a 4,6% mieszańcy. 8,96% populacji stanowią Hiszpanie oraz Latynosi.